# George Woodroffe
George Woodroffe (1625 - 1688) foi um político inglês de um eleitorado de Surrey no final do século XVII.
Woodroffe nasceu em Poyle, em Stanwell, e foi educado em Christ Church, Oxford. Ele foi o Alto Xerife de Surrey em 1668 e foi nomeado cavaleiro em 19 de maio de 1681. Woodroffe foi MP por Haslemere de 1681 a 1687. Ele morreu em 6 de dezembro daquele ano.
O seu filho também foi membro do parlamento por Haslemere.